# Јапанска лака крстарица Агано
Кртсраица Агано (јап:阿賀野 軽巡洋艦) је била први брод серије лаких крстарица класе Агано у царској јапанској морнарици током Другог светског рата. Име је добила по реци Агано која протиче кроз префектуре Фукушима и Нигата у Јапану.

## Позадина
Лаке крстарице класе Агано су биле намењене да служе као брзи, лако оклопљени командни бродови група разарача или подморница, и требало је да замене раније класе лаких крстарица које су изграђене одмах након Првог светског рата.

## Служба
Лака крстарица Агано је грађена у бродоградилишти у Сасебу, и након завршетка градње 31. октобра 1942. године, уврштена је у 10. дивизију разарача у склопу Треће флоте. Дана, 16. децембра 1942. године, Агано полази на своју прву борбену мисију, заједно са носачем авиона Џунјо и другим ратним бродовима, ескортујићи трупни конвој ка Веваку и Мадангу на Новој Гвинеји.
Следећа мисија у којој учествује крстарица Агано је евакуација јапанских снага са Гвадалканала – операција „КЕ“. По завршеној евакуацији она одлази у базу Трук, где остаје до маја 1943. године, и у том периоду она врши патролну службу. Агано напушта Трук 3. маја и одлази ка бази Куре, где стиже 8. маја 1943. године. Након што су се америчке снаге искрцале 11. маја на острво Ату, Алеутска острва, Агано се премешта у базу Хаширађиму, одакле убрзо пролази у Токојаму, из које заједно са крстарицом Ојодо одлази 20. маја 1943. године. Јапанци припремају операцију „КИТА“ – (СЕВЕР), са циљем да се изврши контра-напад на Американце који су се искрцали на острво Ату, међутим и поред великих поморских снага које успевају да сакупе, опеарција „КИТА“ је стопирана 29. маја 1943. године, пошто су до тада Американци заузели цело острво Ату.
Јуна 1943. године, Агано одлази у базу Куре, ради модернизације, када се на њој поставља радар за ваздушно осматрање Тип 21, и 10 против-авионских топова (2х2 + 2х3) од 25 mm, чиме се број цеви против-авионских топова од 25 mm, повећао на 16. Након завршене модернизација, Агано напушта суви док и одлази заједно са јачим јапанским поморским саставом (носачи авиона Шокаку, Зукаку, Зуихо и Чијо, носач хидроавиона Нишин, тешке крстарице Тоне, Чикума и Могами, лака крстарица Ојодо, и разарачи Араши, Хагиказе, Исоказе, Хацусуки, Сузуцуки и Таманами) ка бази Трук, Каролинским острвима. Током пута јапански сатав је опазио више америчких подморница, а једна од њих, подморница Тинос, је извршила торпедни напад на носач авиона Зуихо, али су сва торпеда промашила. Сви јапански бродови стижу у базу Трук без оштећења.
Из базе Трук, Агано заједно са другим ратним бродовима ескортује један трупни конвој ка бази Рабаул – Нова Британија, где стиже 21. јула 1943. године. Три дана касније она напушта Рабаул и враћа се у базу Трук, где стиже 26. јула 1943. године. Дана, 5. августа, капетан (касније контраадмирал) Мацубара Хироши постаје командант крстарице Агано.
Септембра 1943. године, Агано заједно са јачим јапанским снагама проба да ухвати америчке снаге које су продрле у близини Ениветока, али не успевју да успоставе контакт. Други покушај да се ухвате Американци, био је у октобру, али и он као и претходни, није имао успеха. Међутим, 2. новембра 1942. године, као део флоте који помаже одбрани Рабаула, Агано учествује у већој акцији (битка у заливу царице Аугусте) против америчких јединица, у којој Јапанци губе лаку крстарицу Сендај и разарач Хацуказе. Три дана касније, 5. новембра, по повратку у базу Рабаул, Агано једва избегава бомбе од америчких палубних авиона са носача авиона Саратога и Принстон, и претпела је минимална оштећења уз губитак једног члана посаде. Сутрадан, јапанска флота напушта базу Рабаул, са циљем да увуче у борбу америчке снаге, али већ 7. новембра се враћају назад у Рабаул, пошто је наредба за напад отказана.
Дана, 11. новембра 1943. године, док се налазила у бази Рабаул, Агано је погођена једним торпедом, приликом ваздушног удара који су извели амерички палубни авиона из оперативне ескадре ТФ-50. Следећег дана, Агано и три разарача напуштају базу Рабаул и крећу ка бази Трук, али је истог дана погођена једним торпедом са америчке подморнице Скемп. Крстарица Ноширо, брод близанац крстарице Агано, узима у вучу крстарицу Агано, и стижу у базу Трук 16. новембра 1943. године.
Након три месеца ремонта, Агано је била способна да користи два од своја четири пропелера, и напушта базу Трук 15. фебруара 1944. године, одлазећи ка Јапану где је требало да се уради генерални ремонт. Ескортована од разарача Оите, на свега 160 наутичких миља северно од Трука, 16. фебруара, крстарица Агано је погођена са два торпеда, испаљена са америчке подморнице Скеит, која изазивају пожар на броду. Од 726 чланова посаде крстарице Агано, 532 спашава разарач Оите, а Агано тоне следећег јутра у 05:17 сати.
Крстарица Агано је избрисана из списка флоте 31. марта 1944. године.

## Списак капетана
- Капетан Ко Нагава - 31. октобар 1942 — 5. август 1943.
- Капетан Хироши Мацубара - 5. август 1943 — 16. новембар 1943.
- Капета/контраадмирал Такамацу Мацуда - 16. новембар 1943 — 17. фебруар 1944. (спашен од разарача Оита, међутим гине када је потопљен Оита.)